# Miejski Klub Sportowy Dąbrowa Górnicza 2011-2012
Questa voce raccoglie le informazioni riguardanti il Miejski Klub Sportowy Dąbrowa Górnicza nelle competizioni ufficiali della stagione 2011-2012.

## Organigramma societario
Area direttiva
- Presidente: Robert Koćma

Area tecnica
- Allenatore: Waldemar Kawka

## Rosa
| N° | Nome                  | Ruolo | Data di nascita  | Nazionalità sportiva |
| -- | --------------------- | ----- | ---------------- | -------------------- |
| 1  | Katarzyna Urban       | S     | 30 ottobre 1987  | Polonia              |
| 2  | Charlotte Leys        | S     | 18 marzo 1989    | Belgio               |
| 3  | Aleksandra Liniarska  | C     | 21 dicembre 1981 | Polonia              |
| 4  | Natalia Kurnikowska   | S     | 13 gennaio 1992  | Polonia              |
| 5  | Dorota Ściurka        | S     | 7 gennaio 1981   | Polonia              |
| 6  | Frauke Dirickx        | P     | 3 gennaio 1980   | Belgio               |
| 7  | Natalia Nuszel        | S     | 23 febbraio 1989 | Polonia              |
| 8  | Katarzyna Zaroślińska | S/O   | 3 febbraio 1987  | Polonia              |
| 9  | Małgorzata Lis        | C     | 14 aprile 1981   | Polonia              |
| 10 | Krystyna Tkaczewska   | L     | 24 luglio 1987   | Polonia              |
| 11 | Magdalena Szryniawska | P     | 17 novembre 1969 | Polonia              |
| 12 | Izabela Żebrowska     | S/O   | 23 febbraio 1985 | Polonia              |
| 16 | Elżbieta Nykiel       | S     | 6 luglio 1983    | Polonia              |
| 17 | Ivana Plchotová       | C     | 28 gennaio 1982  | Rep. Ceca            |